# Мізерний Анатолій Васильович
Анато́лій Васильович Мізе́рний (*21 серпня 1962 року, Рідків, Радивилівського району, Рівненської обл.) — фотохудожник, фотограф, журналіст.

## Біографія
Закінчив філологічний факультет Рівненського педінституту (1983 р.), факультет фотожурналістики Київського інституту журналістської майстерності (1990 р.).
У журналістиці — з 1983 року. Член Національної спілки журналістів України з 1986 року. Працював у обласній та всеукраїнській пресі, зокрема, кореспондентом рівненської молодіжної газети «Зміна», редактором газети «Рівне», власним кореспондентом тижневика «Приватна справа», газети «Закон і Бізнес», всеукраїнського журналу «Україна» та ін.

## Творчість
Його статті та фотознімки часто друкують місцеві, українські та закордонні видання. Свій творчий доробок експонував на персональних фотовиставках: «Дерева вмирають стоячи» (1986 р.), «Допоки пам'ять не погасла» (1988 р.), «Воркутлаг: коли душу дроти затягнули» (1989 р.), «Фотоекспромти» (1997 р.), «Древнього Корця барви золотаві» (2000 р.), «Багатоликий Морозюк» (2005 р.), «Мізансцени» (2006 р.), «…І кожну мить візьму на згадку» (2006 р.), «20 років потому» (2007 р.), «Образи зримі і незримі» (2007 р.) та ін.
1994 року заснував «Агенцію М і Ко», яка, насамперед, готує та поширює фотоінформацію в пресі різного масштабу, випускає календарі, поштівки, буклети, фотоальбоми. Ілюстрував розповіді про Рівненську область на виставках «Україна: 5 років незалежності», «Агро'99», «Україна: крок у нове тисячоліття» та ін. Автор численних фотокалендарів, поштівок, буклетів, каталогів, плакатів.
1997 року видав фотоальбом «Рівненщина», який на книжковій виставці у столичному Палаці «Україна» визнано одним із найкращих фотовидань в Україні та відзначено дипломом 1-го ступеня. Фотоавтор альбому «І мить у вічність проростає», присвяченого 25-річчю Рівненської АЕС (1998 р.) Лауреат обласної літературно-мистецької премії імені Бориса Тена (1990 р.), яка присуджена йому за популяризацію народної спадщини засобами фотомистецтва.
Працює в різноманітних жанрах, передовсім пейзажу, архітектури, репортажу, портрета, театральної зйомки, рекламної фотографії. Учасник багатьох вітчизняних та зарубіжних виставок та фотоконкурсів: «Вікно в Європу», «Карпатські мотиви», «Волинь», «Одеса (бієнале художньої фотографії)», «Аргентина, Буенос-Айрес», «Природа», «Портрет» (Івано-Франківськ), «Україно моя, Україно», «Обличчя рідної землі» (Київ), «Мекленбург, Відновлювальна енергетика», «Зігот» (Ружомберок, Словаччина), «Odlot» (Ряшів, Польща), «День-2007», «День-2008». Ілюструє світлинами журнал «Погорина» (Рівне).

## Публікації
- «Одвічна магія Карпат» Анатолія Мізерного

- «Козацькі могили» — новий альбом рівненського фотохудожника Анатолія Мізерного